# Chris Hani
Chris Hani (28 de junio de 1942 - 10 de abril de 1993), nacido Martin Thembisile Hani, fue uno de los líderes del Partido Comunista de Sudáfrica y jefe del consejo directivo del Umkhonto we Sizwe, brazo armado del Congreso Nacional Africano (ANC). Fue un feroz opositor del régimen del apartheid y fue asesinado el 10 de abril de 1993.

## Primeros años
Thembisile Hani nació el 28 de junio de 1942 en el pequeño poblado de Cofimvaba, Transkei. Fue el quinto de seis niños. Concurrió a la escuela en Lovedale en 1957 para finalizar sus últimos años de estudio, realizó dos grados en un solo año. Cuando Hani tenía 12 años, luego de haber escuchado las explicaciones de su padre sobre el apartheid y el Congreso Nacional Africano, intentó unirse al ANC pero era demasiado joven para ser aceptado. En la escuela de Lovedale, Hani se unió a la Youth League de la ANC, cuando tenía 15 años, incluso cuando las actividades políticas no estaban permitidas en las escuelas para negros durante el apartheid, e incentivaba a otros estudiantes a unirse al ANC.
En 1959, en la Universidad de Fort Hare en Alice (Provincia Oriental del Cabo), Hani estudió Inglés, Latín y literatura moderna y clásica. No practicó ningún deporte, declaró que "me gustaría luchar contra el apartheid que estar practicando algún deporte". Hani, en una entrevista durante la campaña Wankie, mencionó que se graduó en la Universidad Rhodes.

## Asesinato
Chris Hani fue asesinado el 10 de abril de 1993 saliendo de su casa en Dawn Park, un suburbio racialmente mixto en Boksburg. Fue abordado por un inmigrante polaco de extrema derecha anticomunista llamado Janusz Waluś, quien le disparó en la cabeza y en la espalda cuando éste salía de su coche. Waluś abandonó el lugar pero fue prontamente arrestado cuando Margareta Harmse, una ama de casa afrikáner vio a Walus marchando luego del crimen, mientras ella pasaba por el lugar conduciendo y llamó a la policía. Un vecino de Chris Hani testificó sobre el crimen e identificó el auto que estaba conduciendo Walus al momento del hecho. Clive Derby-Lewis, un importante líder del Partido Conservador y considerado ministro en sombras de Asuntos Económicos, que le prestó a Waluś la pistola, fue arrestado por complicidad en el asesinato de Hani. El Partido Conservador de Sudáfrica había roto con el Partido Nacional en oposición a las reformas de P. W. Botha. Luego de las elecciones de 1989, fue el segundo partido de más peso en la Asamblea Nacional de Sudáfrica, luego del NP, y opuesto al desmantelamiento de F. W. de Klerk del apartheid.
Históricamente, el asesinato fue visto como un punto de inflexión. Una gran tensión afloró, haciéndose posible la erupción de violentos episodios. Nelson Mandela dio un discurso al país llamando a la calma, en un discurso presentado como 'presidencial' cuando aún no era presidente del país:

Tonight I am reaching out to every single South African, black and white, from the very depths of my being. A white man, full of prejudice and hate, came to our country and committed a deed so foul that our whole nation now teeters on the brink of disaster. A white woman, of Afrikaner origin, risked her life so that we may know, and bring to justice, this assassin. The cold-blooded murder of Chris Hani has sent shock waves throughout the country and the world.... Now is the time for all South Africans to stand together against those who, from any quarter, wish to destroy what Chris Hani gave his life for – the freedom of all of us.

Esta noche quiero llegar a cada uno de los sudafricanos, negros y blancos, desde la mayor profundidad de mi ser. Un hombre blanco, lleno de prejuicios y odio, vino a nuestro país y cometió una acción tan tonta que ahora la nación entera está al borde del desastre. Una señora blanca, de origen afrikáner, arriesgó su vida para que nosotros lo sepamos, y llevemos justicia, a este asesino. El asesinato a sangre fría de Chris Hani ha conmocionado al país entero y al mundo.... Ahora es el tiempo de todos los sudafricanos de estar juntos contra aquellos que, desde cada lugar, desean destruir aquello por lo que Chris Hani dio su vida – la libertad de todos nosotros.

Al ser evitados grandes disturbios por el asesinato, los dos actores del proceso de negociación pudieron continuar sin inconvenientes y se lograrían tiempo después las elecciones que tomaron lugar el 24 de abril de 1994, justo un año después del asesinato de Hani.

### Condena y conmutación
Janusz Waluś y Clive Derby-Lewis fueron condenados a muerte por el asesinato. La esposa de Derby-Lewis, Gaye, fue absuelta. La sentencia de ambos fue conmutada a cadena perpetua como resultado de la abolición de la pena capital por mandato de la Corte Constitucional en 1995.
Ambos comparecieron ante la Comisión para la verdad y la reconciliación, alegando motivación política para sus crímenes y órdenes de altos mandos del Partido Conservador, con el fin del conseguir una amnistía. La familia de Hani fue representada por el abogado anti-apartheid George Bizos. Sus solicitudes fueron denegadas al considerar la comisión que no seguían ningunas órdenes partidarias. Luego de varios pedidos, Derby-Lewis fue liberado por prescripción médica en mayo de 2015, luego de ser diagnosticado con un cáncer de pulmón terminal; murió 18 meses después, el 3 de noviembre de 2016.
El 10 de marzo de 2016, la Alta Corte de North Gauteng de Sudáfrica ordenó la liberación de Waluś bajo condiciones tras pago de fianza. El Departamento de Justicia y Servicios Penitenciarios presentó una apelación ante la Suprema Corte de Apelaciones de Bloemfontein. El Departamento de Asuntos Exteriores indicó que la nacionalidad sudafricana de Waluś podría haber sido revocada.

### Teorías conspirativas del asesinato
El asesinato de Hani hizo surgir numerosas teorías acerca del involucramiento de organizaciones en él. El reporte final de la Truth and Reconciliation Commission, sin embargo, citó que era "incapaz de encontrar pruebas de que los dos condenados por el asesinato de Chris Hani hayan seguido órdenes de grupos internacionales, fuerzas de seguridad u órdenes de altos grados de la organización."

## Influencia
Hani fue un líder carismático, con significativo apoyo entre el ala juvenil más radical anti apartheid. Al momento de su muerte, era uno de los líderes más populares de la ANC luego de Nelson Mandela y a veces era descrito como un opositor al liderazgo moderado del partido. Luego de la legalización de la ANC, el apoyo de Hani para las negociaciones fue crítico, manteniendo a los militantes al margen.